# Ash Ashworth
Ash Ashworth (* in Halstead) ist ein ehemaliger britischer Biathlet.

## Karriere
Ash Ashworth diente als Soldat beim 28 Engineer Regiment Royal Engineers und startete auch für diese Einheit. Er gewann bei den Britischen Meisterschaften 2009 in Obertilliach gemeinsam mit Pete Beyer, Paul Whibley und Jason Sklenar den Titel im Staffelrennen. In der Teamwertung wurde er mit Beyer, Sklenar und Whibley Vizemeister. In den folgenden Jahren blieben weitere Turnierteilnahmen aus, auch an internationalen Wettbewerben der IBU nahm Ashworth nie teil.